# Köthel, Lauenburg
Köthel là một đô thị in the huyện Lauenburg, trong bang Schleswig-Holstein, nước Đức. Đô thị Köthel, Lauenburg có diện tích 1,52 km², dân số thời điểm 31 tháng 12 năm 2006 là 294 người.